# Portaviones

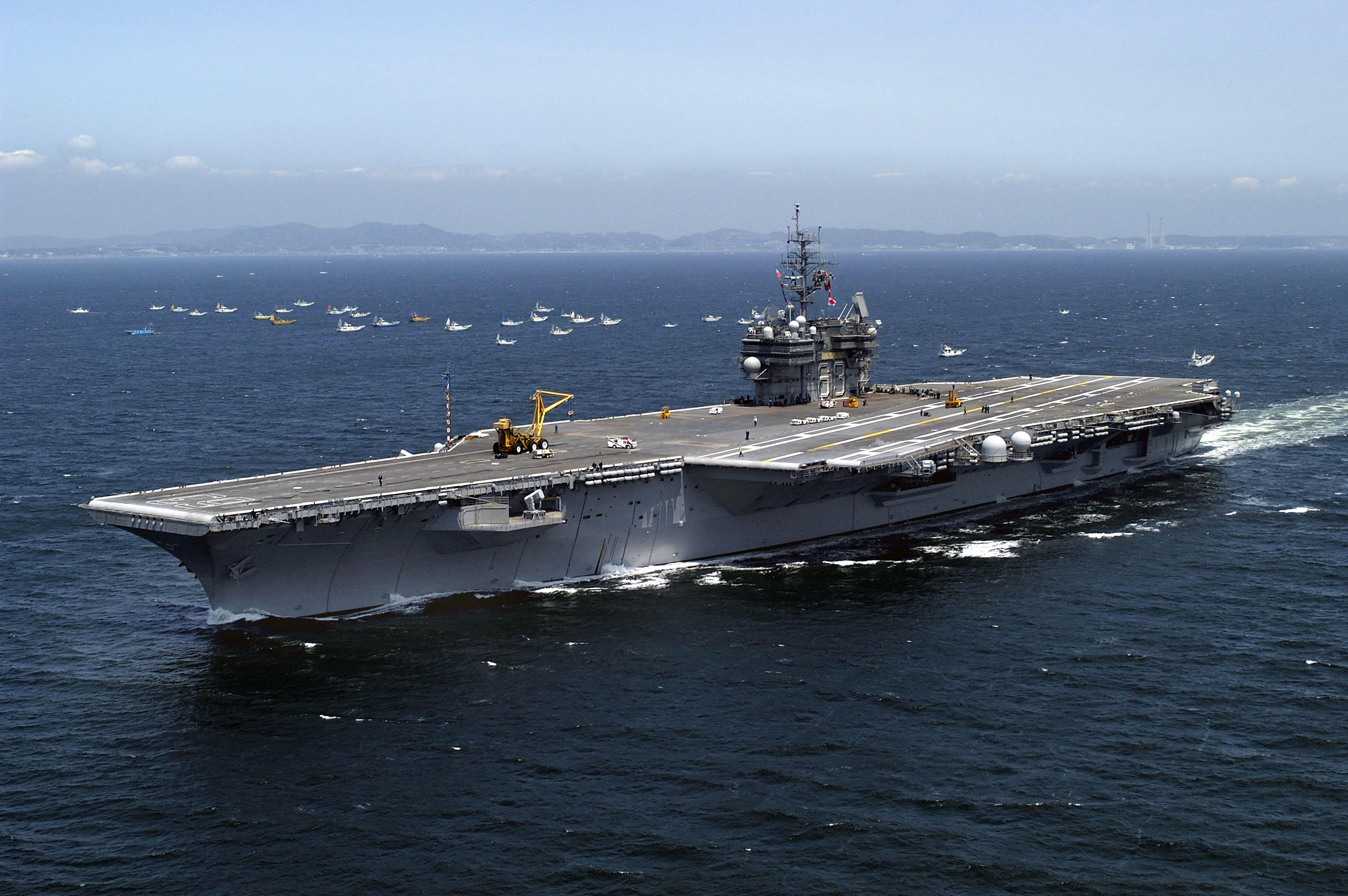
El portaviones estadounidense.

Un portaviones o portaaviones —también llamado portaeronaves o portaaeronaves— es un buque de guerra capital capaz de transportar y operar aviones, helicópteros y drones. Sirve como una base móvil para aeronaves que pueden entrar en combate o hacer reconocimiento. Tiene su propio grupo de batalla (Fuerza de tareas) conformado por varios destructores, fragatas, cruceros, submarinos, helicópteros antisubmarinos y aviones de alerta temprana que lo protegen y salvaguardan.
Durante la Primera Guerra Mundial, algunas de las grandes potencias comprendieron la importancia estratégica de disponer de aviación embarcada para enfrentarse a conflictos en territorios alejados del territorio nacional o en territorios nacionales de ultramar en los que no era posible disponer de medios aéreos de importancia por motivos económicos o logísticos. La victoria naval de las fuerzas aliadas en la Segunda Guerra Mundial, en gran medida debida a los portaviones, convirtió a estos en los buques más importantes y en el arma más poderosa de una armada, sustituyendo a los acorazados en el papel de buque insignia de una flota.

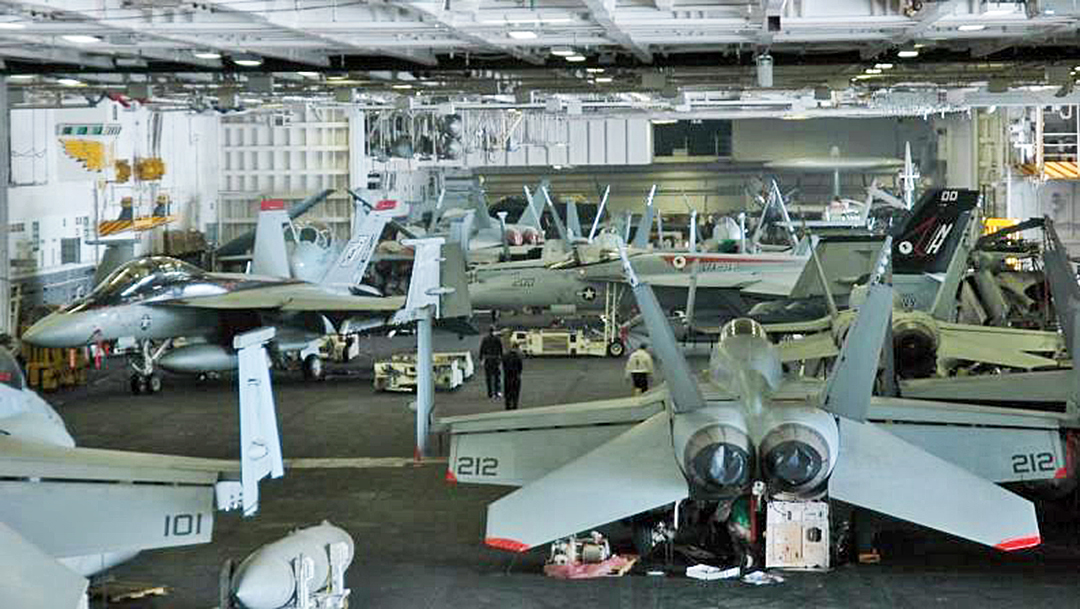
Hangar con aviones embarcados y sus alas plegadas.

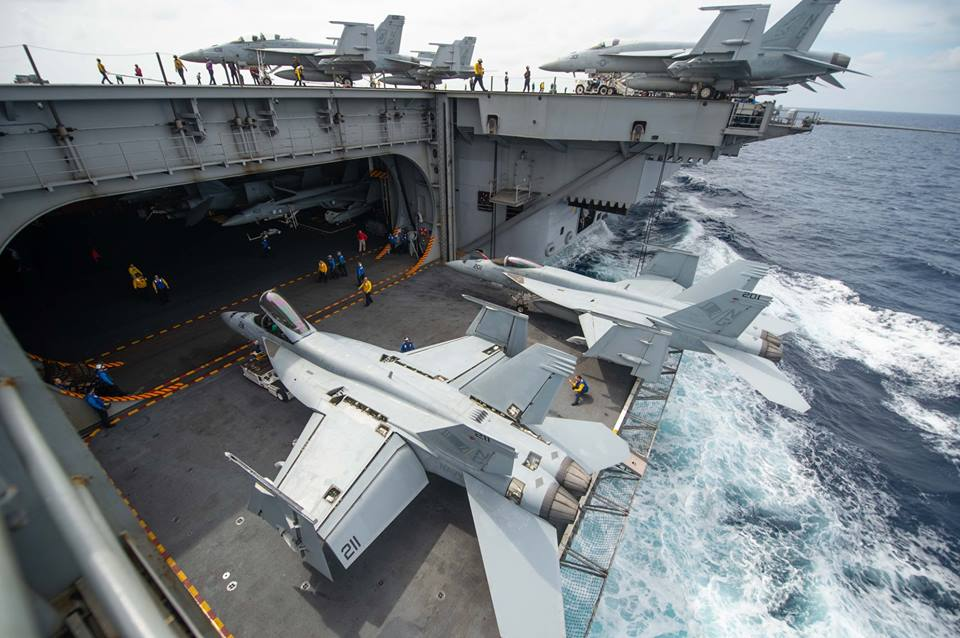
Aviones siendo llevados a cubierta.

Solo se han hundido portaaviones en los años de la Segunda Guerra Mundial, no en los recientes. Un fuego naval o un bombardeo aéreo están lejos de ocurrir en la actualidad por los avances en radar y el cubrimiento del Grupo de Batalla, no obstante, submarinos nucleares, submarinos no-tripulados, torpedos, misiles hipersónicos antibuque, bombardeo cinético, drones y los ciberataques son las amenazas modernas. En tiempos de paz, el portaaviones cumple con la función moderna de diplomacia de cañonero.
Entre las innovaciones más modernas y una muestra del estado actual de la tecnología en los portaviones son las catapultas electromagnéticas que ahorran el tomar agua del mar para vapor y la cubierta de vuelo con rampa de salto. Existen en tierra pistas con una rampa para que entrenen los pilotos que operarán en estos tipos de portaaviones.
Los portaaviones, al ser los navíos de guerra más grandes que existen, implican en su construcción un proceso largo y laborioso, que supone un enorme costo para su armada y tarda años en completarse. La tendencia es hacer cada vez portaaviones con su eslora, manga y desplazamiento más grandes para transportar en el hangar y operar en cubierta más número de aviones rápidamente y usar menos marinos para manejarlos, gracias a la automatización y el uso de software y sistemas operativos.
A fecha de hoy (Junio de 2025), existen 20 portaaviones operativos alrededor del mundo (comandados por nueve Armadas) más los que están en construcción (EE. UU. ya tiene portaaviones nucleares clase Ford aprobados por el Congreso: el USS John F. Kennedy (CVN-79) y el USS Enterprise (CVN-80), uno más siendo el cuarto de diez planeados a construir. Igualmente, China tiene otros 2 portaaviones en construcción.
Para informarse de los portaviones que están operativos, en construcción, hundidos o retirados ver Anexo:Portaviones por país.

## Historia

### Los primeros portaviones

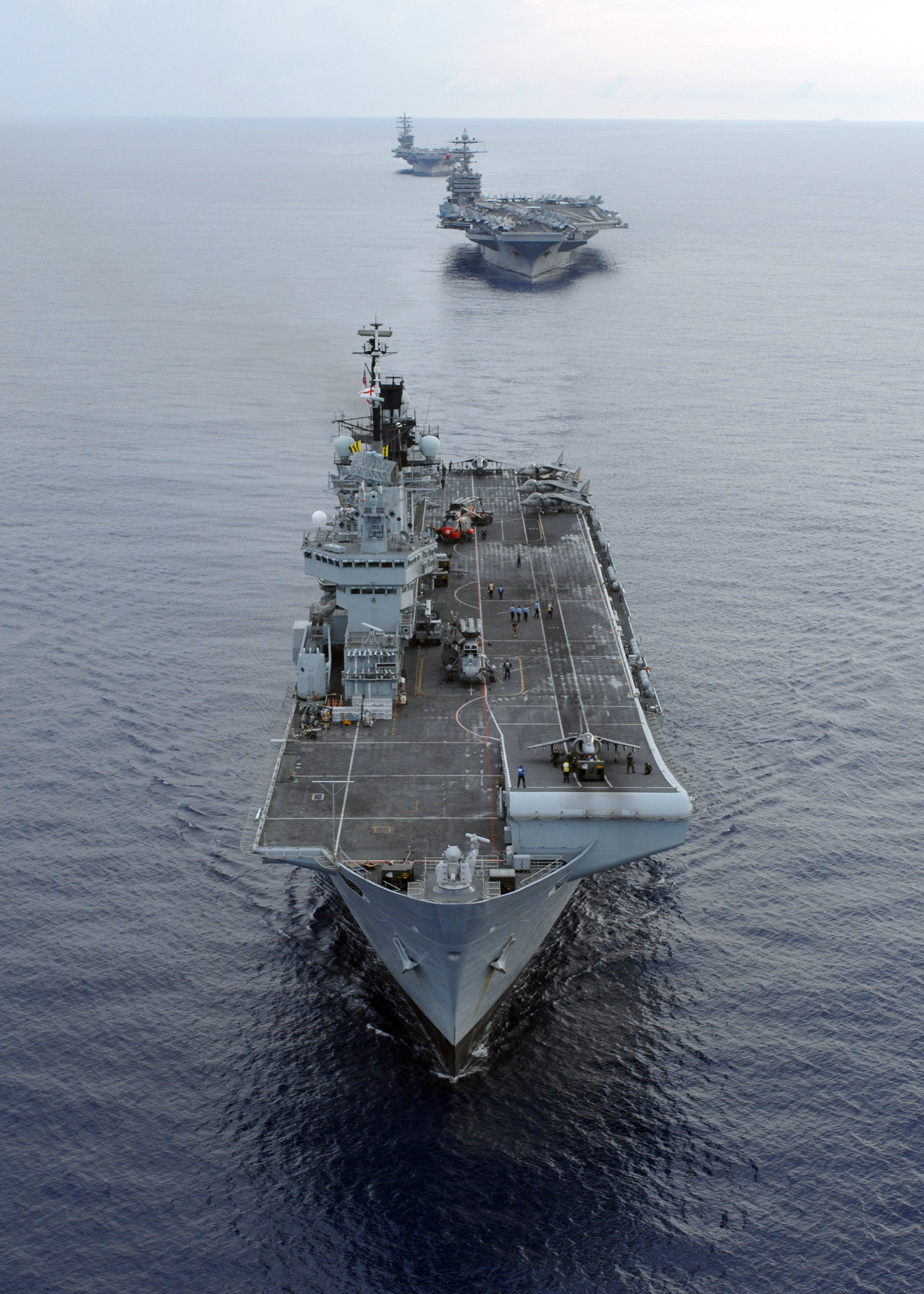
Desde el frente al fondo:, y.

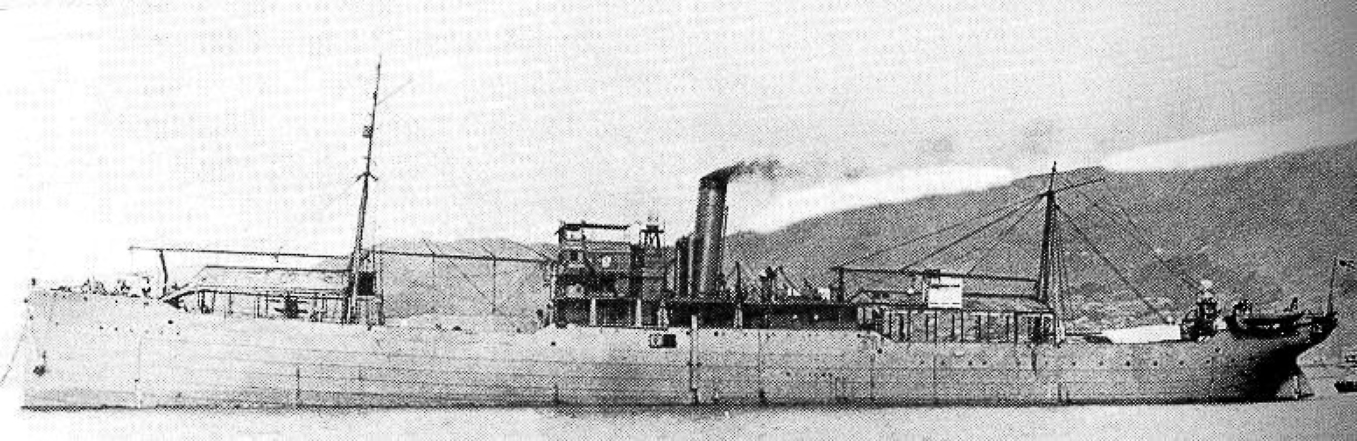
El portaviones japonés Wakamiya dirigiéndose a una de las primeras incursiones aero-navales de la historia en 1914.

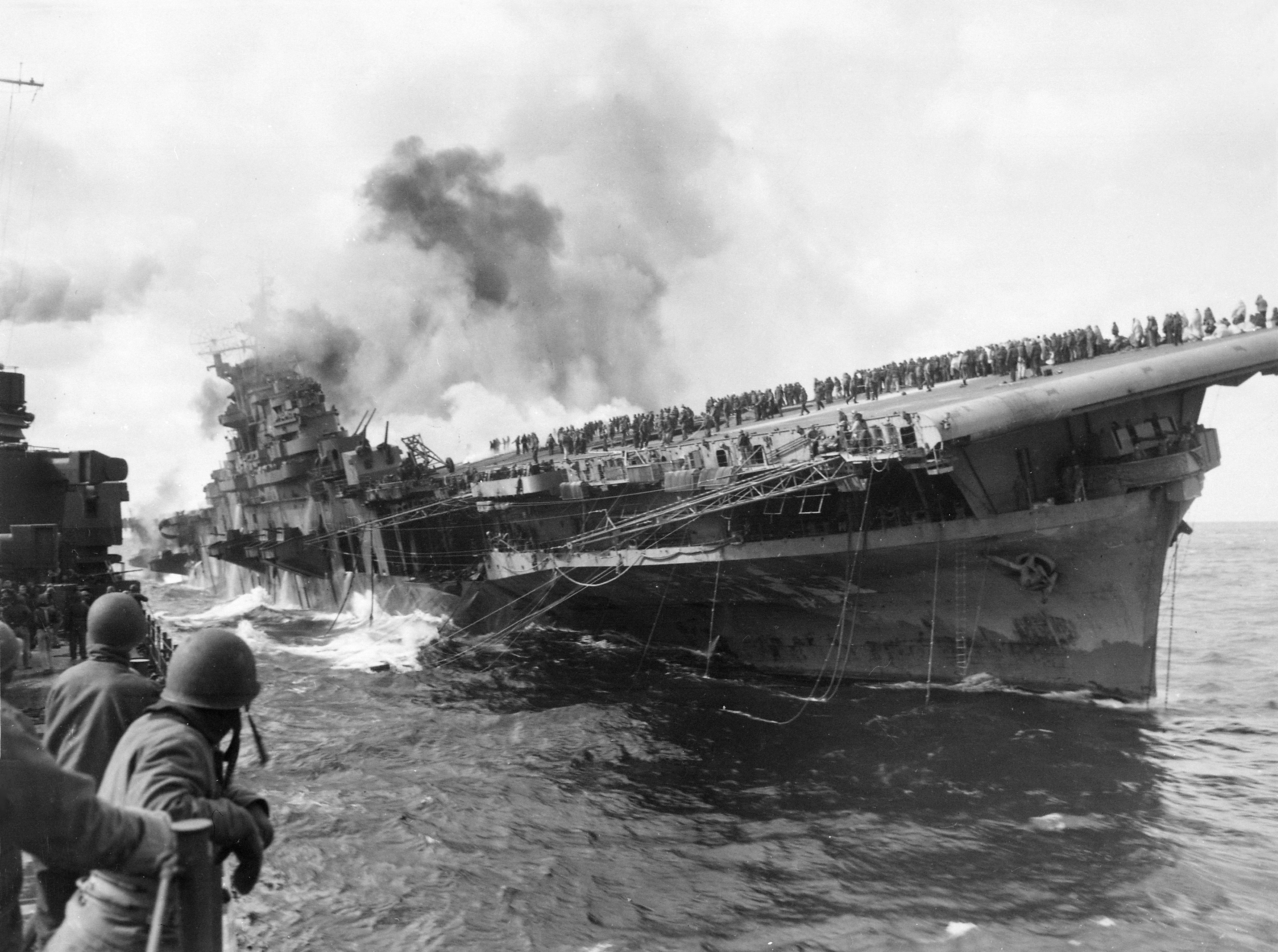
Ataque al portaviones el 19 de marzo de 1945. Fallecieron un total de 724 personas.

El invento de los hermanos Wright en 1903 está muy cercano del primer despegue experimental en 1910 por un aeroplano de la cubierta de un crucero de la Armada de Estados Unidos, el USS Birmingham (CL-2) y los primeros aterrizajes fueron realizados en 1911.
El 4 de mayo de 1912, el primer avión en despegar de un barco en movimiento tuvo lugar cuando el comandante Charles Samson voló desde el HMS Hibernia (19056).
Los portahidroaviones se convirtieron en el siguiente paso en la historia de los portaviones. La Armada Imperial Japonesa consiguió realizar la primera incursión hidro-naval de la historia en septiembre de 1914 desde el Wakamiya. Usado contra las fuerzas alemanas durante la Primera Guerra Mundial, cargaba cuatro hidroaviones Maurice Faman franceses que despegaron y aterrizaron en el agua donde fueron recogidos mediante una grúa.

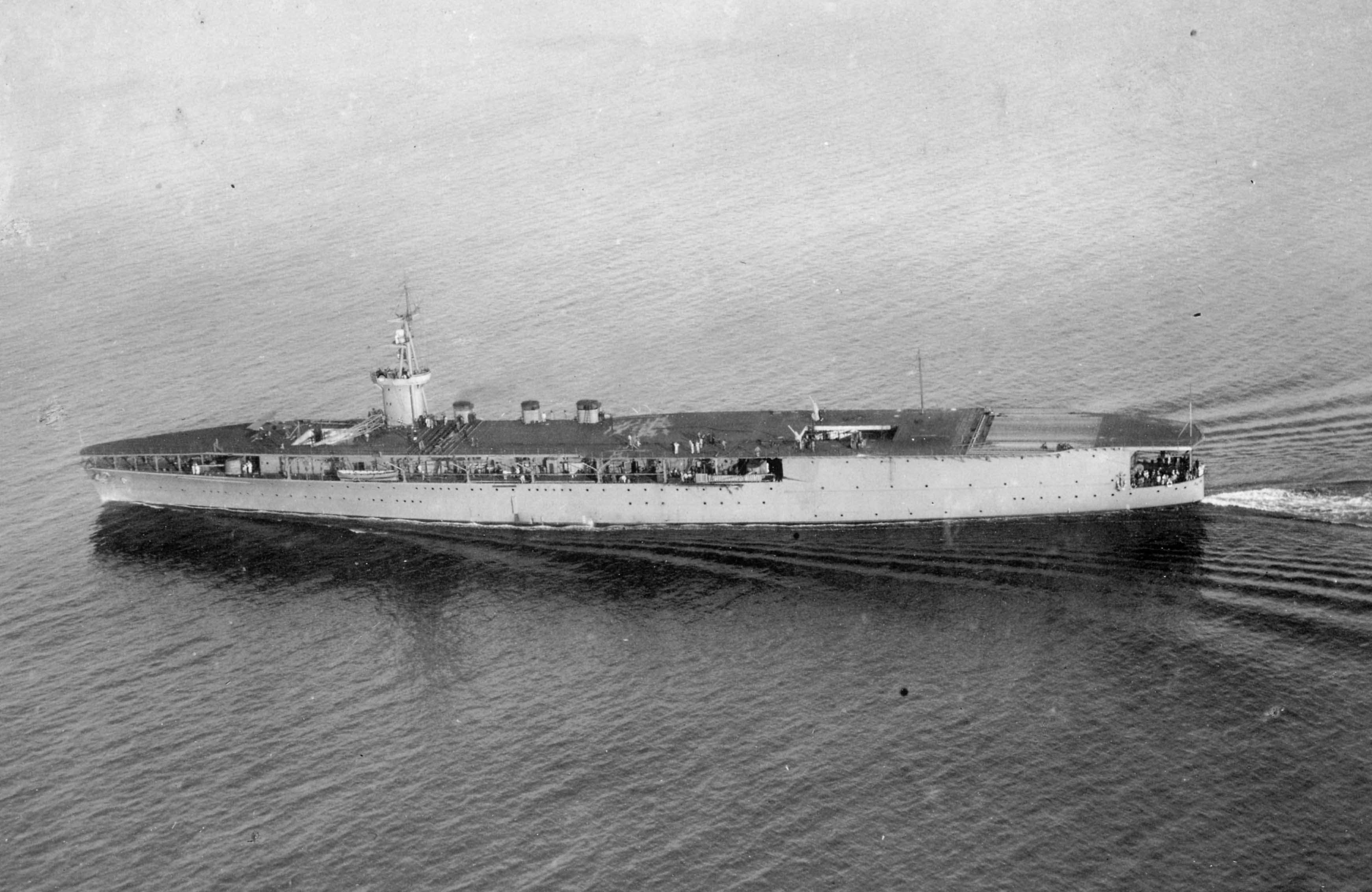
Vista aérea del portaviones Hōshō de la Armada Imperial Japonesa, completado en diciembre de 1922

El desarrollo de cruceros con cubierta plana y corrida a lo largo de toda la eslora produjo los primeros grandes barcos de la flota. En 1918 el HMS Argus se convirtió en el primer portaviones capaz de lanzar y aterrizar aviones navales. Debido al éxito de estos buques en los años 1920 empiezan a construirse los primeros buques diseñados específicamente como portaviones, el HMS Hermes y el japonés Hōshō. 
La mayor parte de los primeros portaviones eran conversiones de naves que habían servido para otra cosa o diseñado en un principio para otro propósito, como mercantes, cruceros, cruceros de batalla o acorazados. 
El Tratado Naval de Washington de 1922 afectó a los planes de portaviones. Estados Unidos y Reino Unido tuvieron que limitar a 35 000 t el desplazamiento de sus portaviones, mientras que algunas exenciones específicas permitieron que algunos barcos individuales de tonelaje superior fueran convertidos a portaviones como la clase Lexington.

### Su papel crucial durante la Segunda Guerra Mundial
Durante la década de 1920, varias armadas empezaron a diseñar y construir portaviones específicamente diseñados para ello. Esto permitió que el diseño se especializara para su futuro papel como barcos principales  y de mando. 
Durante la Segunda Guerra Mundial, estos barcos se convirtieron en el núcleo de la fuerza naval de los Estados Unidos, Gran Bretaña y el Imperio Japonés.
El portaviones se usó extensivamente en la Segunda Guerra Mundial, y durante ese tiempo se construyeron de varios tipos. 
- Los portaaviones escolta, tales como el USS Bogue, solo se construyeron durante la Segunda Guerra Mundial. Aunque muchos portaviones fueron barcos construidos con ese propósito, la mayoría fueron convertidos a partir de barcos mercantes con el fin de dar apoyo aéreo a los convoyes y las misiones anfibias.
- Los portaaviones ligeros construidos por los estadounidenses, como el USS Independence, representaron una mayor, más capaz y más militarizada versión de un portaviones escolta. Aunque los portaviones ligeros llevaban la misma cantidad de aviones que los portaviones escolta tenían la ventaja de una velocidad mayor ya que provenían de diseño de cruceros. La mayor velocidad les permitió operar conjuntamente con portaaviones más grandes. El concepto de portaviones ligero establecido en 1942 sirvió a la Marina Real británica hasta bien entrados los años 1980.

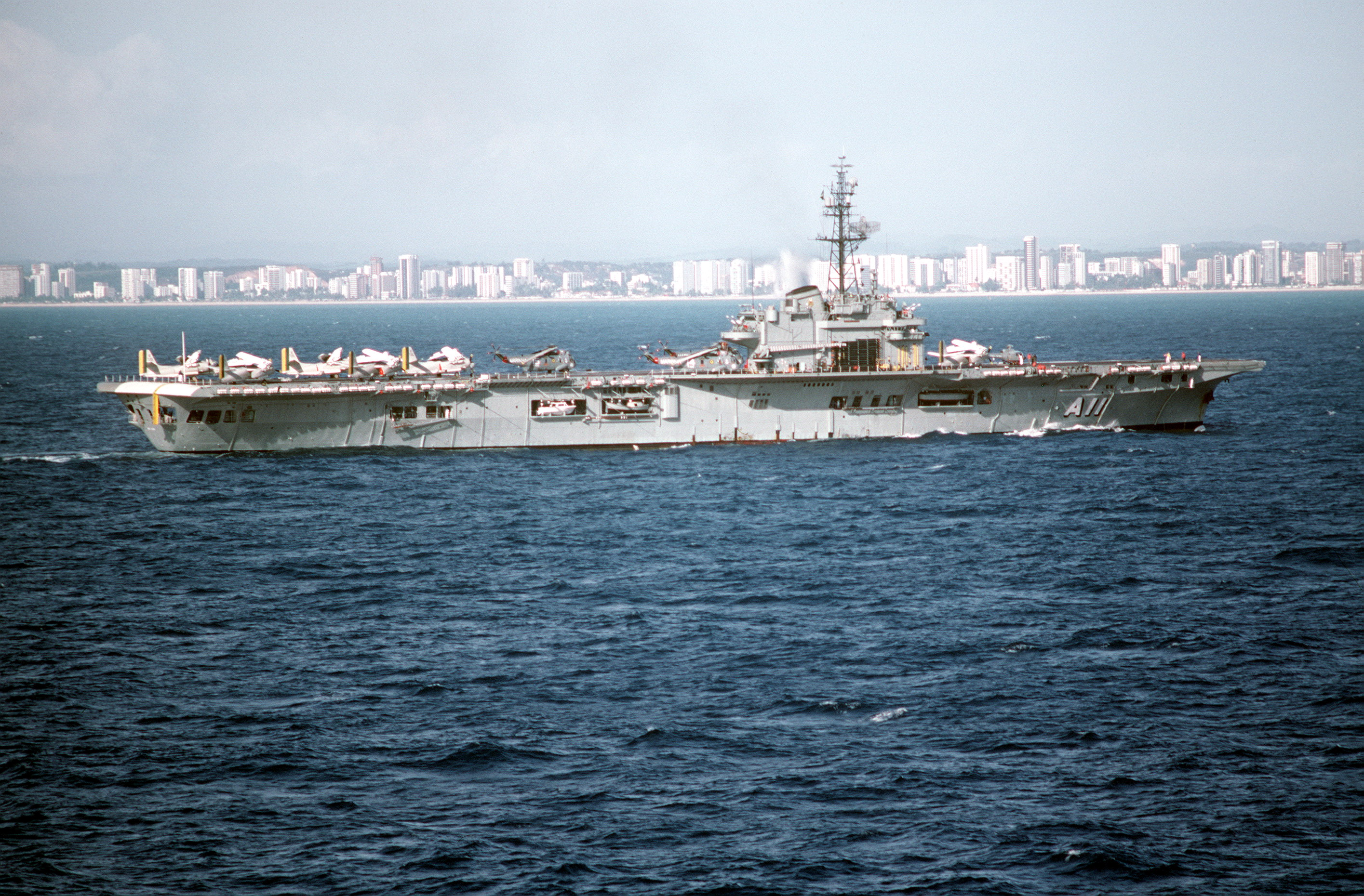
Portaviones brasileño Minas Gerais proveniente de un portaviones ligero británico

Los tiempos de guerra también estimularon la creación o conversión de algunos portaviones poco convencionales. Los barcos CAM (del inglés mercantes con catapulta) eran barcos diseñados para lanzar los aviones de caza pero sin posibilidad de recuperación. Estos barcos se convirtieron en una medida de emergencia durante la Segunda Guerra Mundial, de la misma forma que los portaviones mercantes. Los portaviones submarinos, como el francés Surcouf, y la clase japonesa I-400 capaz de cargar tres aviones Aichi Seiran fueron construidos en los años 1920 pero tuvieron poco éxito en la guerra.

### Los portaviones en la actualidad

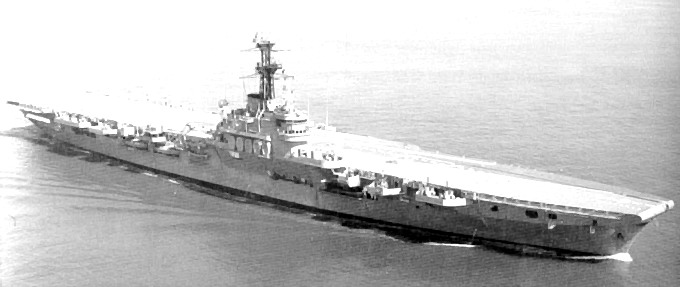
El de la Armada Argentina

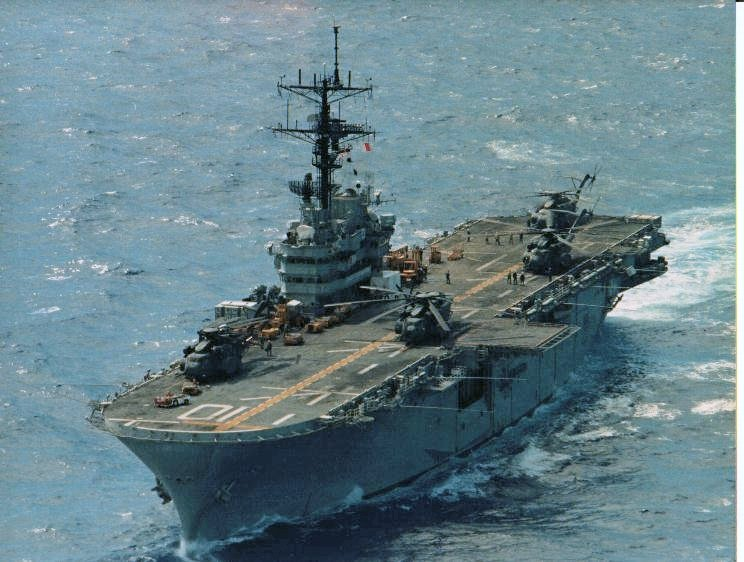
El, un buque de la Armada de Estados Unidos que portaba helicópteros

Las armadas modernas que operan barcos como los portaviones los tratan como buques capitales de la flota, un papel que jugaron antes los acorazados. Este cambio tuvo lugar durante la Segunda Guerra Mundial en respuesta a que la fuerza aérea se convirtió en un factor muy significativo en la guerra, y además el relevo tuvo su causa en el alcance superior, flexibilidad y eficacia de un portaviones. Después de la guerra, los portaviones siguieron incrementando en tamaño e importancia. Los superportaviones, que son capaces de desplazar 75 000 toneladas o más, se han convertido en la cumbre del desarrollo del portaviones. Algunos están alimentados por reactores nucleares y forman el núcleo de las flotas enviadas a operar a ultramar. Los barcos anfibios de asalto como el USS Tarawa y el HMS Ocean (L12), sirven también con el propósito de llevar y desplegar marines, y operar un gran contingente de helicópteros para este propósito. También conocidos como los portaviones comando o portahelicópteros, tienen capacidad para operar aviones VSTOL.
Debido a la falta de potencia de fuego respecto otras naves, como los cruceros o destructores, los portaviones se consideran vulnerables al ataque de otros barcos, aviones, submarinos, o misiles. Por esto los portaviones suelen ir acompañados por un gran número de otros barcos para suministrar protección a estos, proporcionar suministros y proveer de capacidades ofensivas adicionales. A este grupo se le denomina el grupo de batalla de portaviones. Sin embargo los portaaviones actuales disponen de lanzamisiles y defensa antimisil. 
Antes de la Segunda Guerra Mundial los tratados navales internacionales como el de Washington (1922), el de Londres de 1930 y el Segundo de Londres de 1936 limitaron el tamaño de los barcos capitales incluyendo los portaviones. Los portaviones diseñados desde la Segunda Guerra Mundial no han estado limitados por ninguna consideración más que la presupuestaria, por lo que su tamaño ha aumentado, actualmente mucho más debido al incremento de tamaño de las aeronaves. La clase Nimitz de portaviones de Estados Unidos tiene un desplazamiento aproximadamente cuatro veces mayor que la de los portaviones de la Segunda Guerra Mundial, una consecuencia del incremento de potencia militar a lo largo de los años.

## Tipos

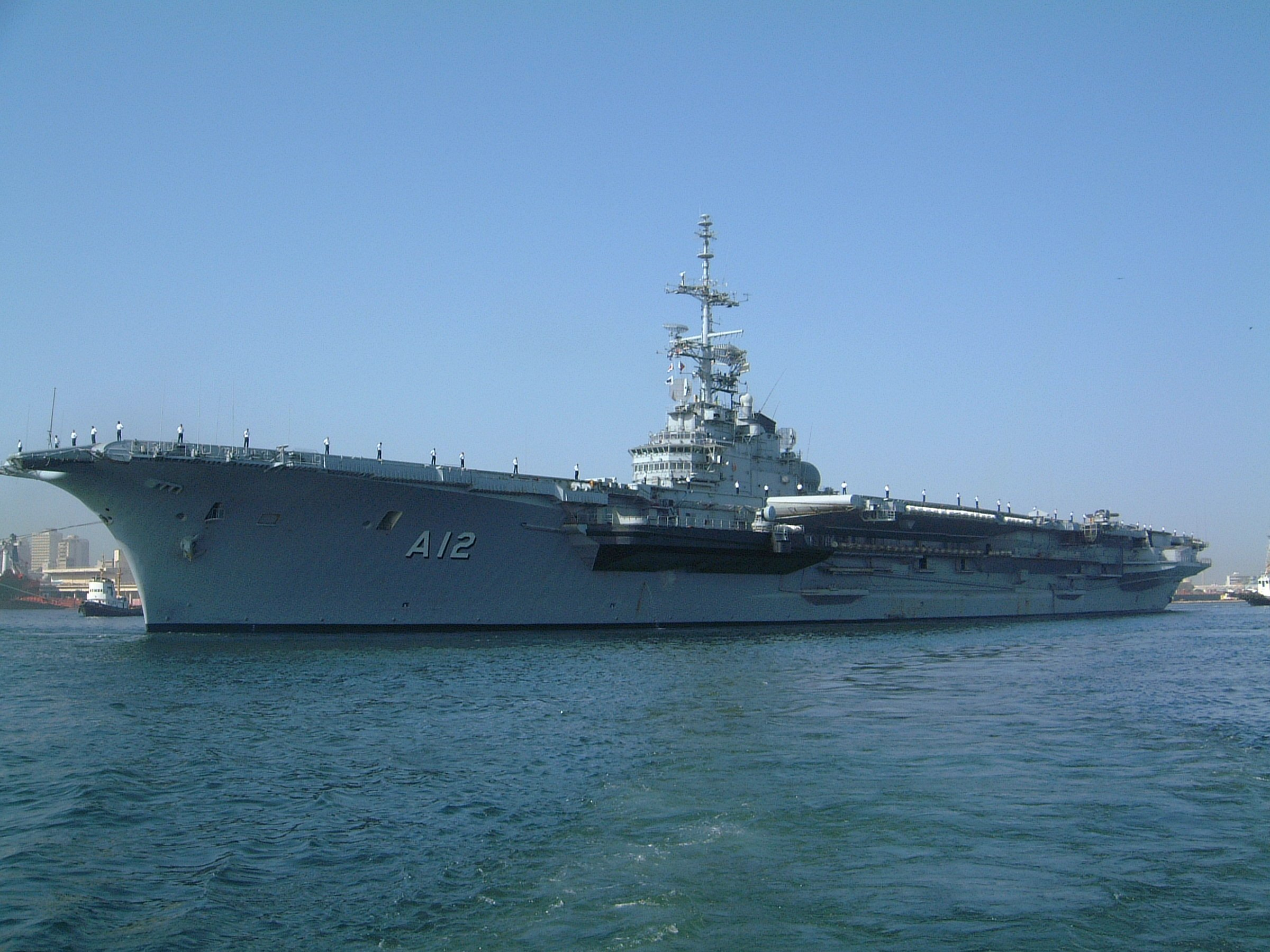
Portaviones brasileño São Paulo (A12)

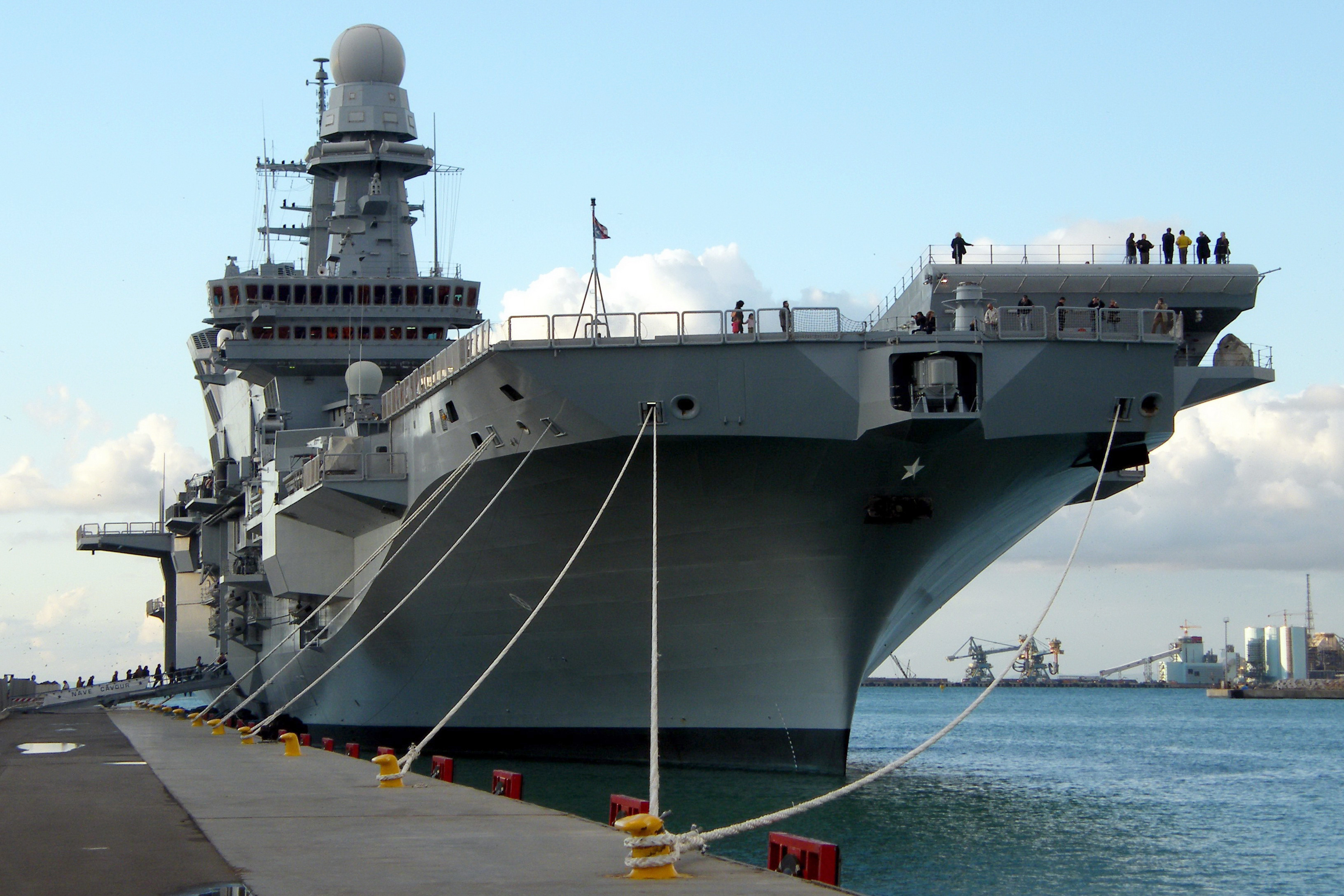
Portaviones italiano Cavour (550)

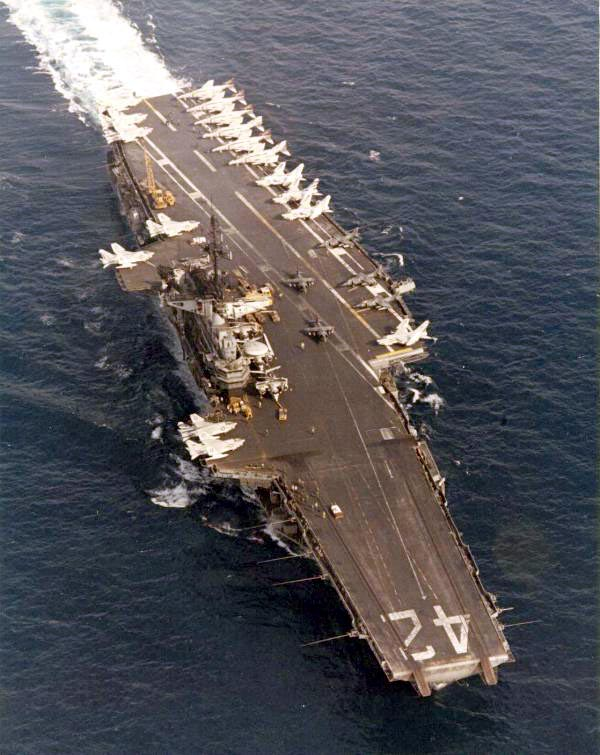
Harriers preparándose para el despegue en el USS Franklin Roosevelt

### Por su propósito
Un portaviones de flota se utiliza para operar conjuntamente con la flota principal y proporcionar a esta una capacidad ofensiva. Este es el objetivo de los portaviones más grandes capaces de alcanzar grandes velocidades y que existen en las armadas actuales. En comparación con los portaviones escolta, más pequeño y lentos, con menor número de aviones, que están diseñados para proporcionar defensa a un convoy de barcos. Muchos de ellos se hicieron convirtiendo barcos mercantes en portaviones por lo que no tenían la misma capacidad de un portaviones más grande. Algunos tipos de portaaviones son:
- Portaviones ligero.
- Portahidroaviones.
- Submarino portaviones.

### Por configuración
Existen tres tipos de configuraciones principales de un portaviones en servicio, dividido por la manera en que el avión despega y aterriza:
- Despegue por catapulta y recuperación por retención, también CATOBAR (de las siglas en inglés Catapult-assisted take-off but arrested-recovery). Estos portaviones generalmente llevan los mayores, más pesados y los aviones mejor armados de la flota, aunque los CATOBAR más pequeños pueden tener otras limitaciones (capacidad de peso de los elevadores...). Tres naciones operan actualmente aviones de este tipo: diez por Estados Unidos, y uno por Francia y otro de Brasil, lo que suman doce en servicio.
- Despegue corto pero recobro mediante detención, también STOBAR (de las siglas en inglés Short take-off but arrested-recovery).  Estos portaaviones están generalmente limitados a llevar aviones más ligeros con ala fija y más limitaciones de carga. Los aviones capaces de volar en este tipo son el Sukhoi Su-33 y el futuro Mikoyan MiG-29K.Existen tres portaviones operativos, el ruso Almirante Kuznetsov, el chino Liaoning y el indio Vikramaditya, este último es una modificación de la Clase Kiev. Su objetivo es asegurar el control aéreo de la zona, asegurando tareas de defensa y superioridad aérea más que para realizar una incursión, lo cual requeriría de aviones más pesados con bombas y misiles aire-tierra.
- Despegue corto y aterrizaje vertical, también STOVL, (de las siglas en inglés Short Take-Off and Vertical Landing). Solo pueden llevar aeronaves que sean capaces de realizar una aterrizaje vertical como el Hawker Siddeley Harrier y el Yakovlev Yak-38. Son aviones con unas cargas muy limitadas, unas características más bajas y alto consumo de combustible si se compara con los aviones convencionales de ala fija. India tiene uno en servicio e Italia tiene dos, lo que suma 3 en servicio. Reino Unido y Tailandia tiene uno cada uno pero no tienen capacidad STOVL en la actualidad.

### Por tamaño
- Superportaaviones (actualmente solos los portaviones de las clases Nimitz y Gerald R. Ford de la Armada de los Estados Unidos son los únicos en el mundo con esta denominación)
- Portaaviones de flota.
- Portaaviones ligero.
- Portaaviones de escolta.

## Cubierta de vuelo

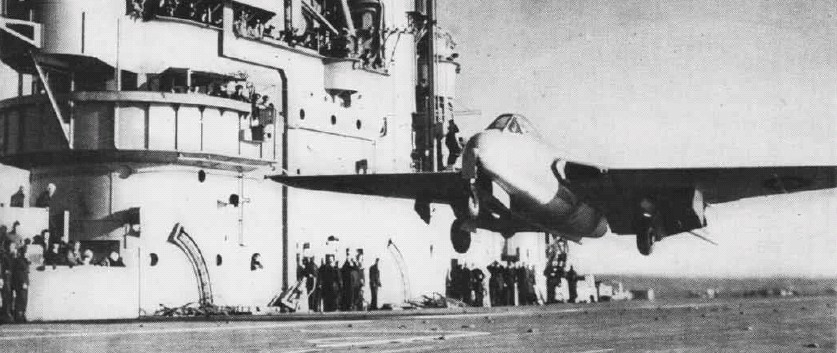
El primer despegue y aterrizaje de un avión a reacción sobre un portaviones, el.

Como "pistas de aterrizaje en el mar", los modernos portaviones tienen una cubierta plana superior y despejada para las operaciones de despegue y aterrizaje de las aeronaves. El despegue se realiza con el portaviones navegando en contra del viento, es decir hacia delante o hacia proa, mientras que el aterrizaje se realiza siempre desde popa. Los portaviones deben llevar una velocidad superior a 35 nudos, unos 65 km/h de velocidad aparente de viento durante las operaciones de aterrizaje y despegue para que se realicen con seguridad. El incremento en el viento efectivo proporciona una velocidad de aire mayor alrededor del avión que le ayuda en las operaciones de despegue, y además hace la recuperación más segura al reducir la diferencia de velocidades entre el avión y el buque.
En los portaviones CATOBAR, se utiliza una catapulta de aviones para acelerar los aviones convencionales hasta una velocidad de vuelo segura para lanzarlos hacia el final de la pista, después de que sus motores proporcionen la máxima aceleración posible a las aeronaves. 
En los portaviones STOVL o STOBAR no se necesita una catapulta de asistencia para el despegue, sino que en vez de eso se mejora el vector de despegue del buque mediante una plataforma curva de salto en la proa y todo esto acompañado por la propia aceleración del avión. A esta plataforma curva se le denomina en la terminología inglesa ski-jump debido al parecido con el concepto de las plataformas de salto de esquí. Es cierto también que los STOVL son capaces de lanzar un avión sin el ski-jump o catapulta reduciendo el combustible y la carga de armamento. La forma de asistencia en el despegue y aterrizaje depende, por tanto, no solo del diseño del portaviones sino también del propio avión embarcado.
Contrariamente, cuando se recupera en un portaviones CATOBAR o STOBAR, los aviones convencionales confían en un gancho de parada que recoge los cables de apontaje desplegados a lo largo de la cubierta para detener los aviones en una distancia corta. Las investigaciones después de la Segunda Guerra Mundial que desarrolló la Marina Real británica para estudiar un sistema más seguro de recuperación CATOBAR llevaron finalmente a la adopción universal del aterrizaje en ángulo respecto el eje del barco para permitir a los aviones que perdieran los cables de apontaje abortar el aterrizaje y retornar de nuevo al aire en vez de estrellarse contra la parte delantera de la cubierta. Los helicópteros y los aviones capaces de aterrizar verticalmente son capaces de moverse conjuntamente con el buque y aterrizar en la pista sin necesidad de ningún tipo de cable de apontaje.